# Odontolabis burmeisteri
Odontolabis burmeisteri es una especie de coleóptero de la familia Lucanidae.

## Distribución geográfica
Habita en India.